# Back in Blood (песня)
«Back in Blood» — песня американского рэпера Pooh Shiesty при участии Lil Durk. Он был выпущен на лейблах Atlantic Records и 1017 Records 6 ноября 2020 года как лид-сингл с микстейпа Shiesty Season (2021). Песня была спродюсирована YC и стала первой коллаборацией между исполнителями, но в 2021 году Pooh Shiesty участвовал на песне Lil Durk «Should’ve Ducked» с делюкс-версией The Voice.

## История
Песня была записана в Атланте.
«Back in Blood» был выпущен за три часа до смерти американского рэпера King Von, близкого друга Lil Durk и соратника по лейблу Only the Family.

## Коммерческий успех
«Back in Blood» дебютировал под номером 93 в Billboard Hot 100. Позже он достиг 13 места. Сингл является первой песней Pooh Shiesty, попавшей в данный чарт. 22 февраля 2021 года трек получил золотой сертификат.

## Музыкальное видео
Официальный видеоклип на песню был снят Jerry Productions и выпущен 2 января 2021 года. Он был снят в Чикаго, Иллинойс. King Von и Fredo Bang имеют эпизодическую роль в нём.

## Живые выступления
11 февраля 2021 года Pooh Shiesty исполнил «Back in Blood» вживую на Audiomack (без Lil Durk) вместе с «Guard Up». Он также выступил с двумя песнями на Vevo CTRL 26 февраля 2021 года. Shiesty исполнил сингл на The Tonight Show Starring Jimmy Fallon, Lil Durk также присутствовал на выступлении.

## Ремиксы
Ремиксы были исполнены Asian Doll, Cupcakke, K Shiday и Джойнер Лукас.

## Участники записи
Информация взята из Tidal.
- Pooh Shiesty — главный исполнитель, автор песни
- Lil Durk — главный исполнитель, автор песни
- YC — продюсирование, автор песни
- Skywalker Og — миксинг, мастеринг, инженеринг

## Чарты
| Чарт (2020—2021)                      | Высшая позиция |
| ------------------------------------- | -------------- |
| Канада (Billboard Canadian Hot 100)   | 43             |
| Мир (Billboard Global 200)            | 29             |
| США (Billboard Hot 100)               | 13             |
| США (Billboard Hot R&B/Hip-Hop Songs) | 6              |
| США (Billboard Rhythmic)              | 20             |

| Чарт (2021)                          | Позиция |
| ------------------------------------ | ------- |
| Global 200 (Billboard)               | 149     |
| US Billboard Hot 100                 | 39      |
| US Hot R&B/Hip-Hop Songs (Billboard) | 23      |

## Сертификации
| Регион                                                                      | Сертификация  | Продажи   |
| --------------------------------------------------------------------------- | ------------- | --------- |
| Канада (Music Canada)                                                       | Платиновый    | 80 000    |
| США (RIAA)                                                                  | 3× Платиновый | 3 000 000 |
| Данные о продажах + прослушиваниях приведены только на основе сертификации. |               |           |

## История релиза
| Страна | Дата           | Формат                                  | Лейбл          | Примечание |
| ------ | -------------- | --------------------------------------- | -------------- | ---------- |
| Мир    | 6 ноября 2020  | Компакт-диск цифррвая загрузка стриминг | Atlantic, 1017 | [ 25 ]     |
| США    | 26 января 2021 | Rhythmic contemporary radio             | Atlantic, 1017 | [ 26 ]     |